# Bilancia di Gouy

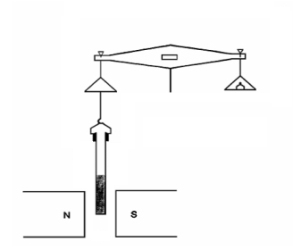
Schema di una Gouy

La bilancia di Gouy, inventata dal fisico francese Louis Georges Gouy, è uno strumento utilizzato per misurare la suscettività magnetica di metalli e complessi metallici.
Il campione viene posto su un braccio della bilancia e parzialmente sospeso tra i poli di un elettromagnete. La bilancia misura la differenza apparente tra la massa originaria e il valore della massa ricavata quando su di essa agisce la forza attrattiva (materiale paramagnetico) o repulsiva (materiale diamagnetico) generata dall'elevato campo magnetico presente tra i poli. Tale forza è legata alla suscettività tramite la relazione
{\displaystyle f={\frac {A\chi _{M}H^{2}}{2V_{m}}}}
dove A è la superficie del contenitore, {\displaystyle \chi _{M}} la suscettività magnetica, H il campo magnetico applicato e {\displaystyle V_{m}} il volume molare della sostanza in esame.
Alcune bilance commercialmente disponibili hanno uno sportello alla loro base per consentirne questa applicazione.
Nella classica bilancia di Gouy, il campione viene posto tra i poli di un magnete stazionario. Un adattamento più recente, costituito dalla bilancia di Evans, impiega un campione stazionario e magneti mobili.